# Argyrogrammana alstonii
Argyrogrammana alstonii is een vlindersoort uit de familie van de prachtvlinders (Riodinidae), onderfamilie Riodininae.
Argyrogrammana alstonii werd in 1979 beschreven door Smart.